# Acrotrichis sericans
Acrotrichis sericans — вид жуків родини перокрилок (Ptiliidae).

## Поширення
Вид поширений у Палеарктиці та Північній Америці. Жуки живуть під гниючими рослинними рештками та опалим листям.

## Опис
Жуки завдовжки до 0,7 мм. Мають блискуче сіро-чорне тіло. Задні кути переднеспинки прямокутні і лише трохи витягнуті до задньої частини. Пронотум трохи ширший за крило. Вусики темні, перші два членики іржаво-червоного кольору. Ноги жовто-коричневі.